# Oreophryne monticola
Oreophryne monticola é uma espécie de anfíbio da família Microhylidae.
É endémica da Indonésia. Seus habitats naturais são: regiões subtropicais ou tropicais húmidas de alta altitude. Está ameaçada pela perda de habitat.